# 高庄乡 (平罗县)
高庄乡，是中华人民共和国宁夏回族自治区石嘴山市平罗县下辖的一个乡镇级行政单位。

## 行政区划
高庄乡下辖以下地区：
金星村、高庄村、幸福村、同进村、银光村、远景村、北长渠村、东风村、东胜村、广华村、新村、威镇村和惠威村。